# Coupe de France 1961/62
Het seizoen 1961/62 was het 45e seizoen van de Coupe de France in het voetbal. Het toernooi werd georganiseerd door de Franse voetbalbond.
Dit seizoen namen er 1226 clubs deel (23 meer dan de record deelname in het seizoen 1955/56). De competitie ging in de zomer van 1961 van start en eindigde op 13 mei 1962 met de finale in het Stade Olympique Yves-du-Manoir in Colombes. De finale werd gespeeld tussen AS Saint-Étienne en FC Nancy (beide clubs waren voor de tweede keer finalist). AS Saint-Étienne veroverde voor de eerste keer de beker door FC Nancy met 1-0 te verslaan.
Als bekerwinnaar vertegenwoordigde AS Saint-Étienne Frankrijk in de Europacup II 1962/63.

## Uitslagen

### 1/32 finale
De wedstrijden werden op 7 januari gespeeld, de beslissingswedstrijden op 14 en 21 januari (de beide tweede beslissingswedstrijden). De 20 clubs van de Division 1 kwamen in deze ronde voor het eerst in actie.
| Winnaar              | Uitslag             | Verliezer                      |
| -------------------- | ------------------- | ------------------------------ |
| AS Saint-Étienne     | 3-1                 | US Le Mans                     |
| FC Nancy             | 2-1                 | US Faucigny                    |
| SCO Angers           | 4-1                 | FC Nantes                      |
| FC Metz              | 2-1                 | FC Mulhouse                    |
| AS Béziers           | 2-2 nv; 2-2 nv; 3-2 | Gazélec FCO Ajaccio            |
| Stade Reims          | 5-0                 | US Auchel                      |
| Olympique Marseille  | 4-0                 | Indépendante Pont Saint-Esprit |
| AS Monaco            | 2-0                 | OGC Nice                       |
| RC Lens              | 5-0                 | AS Cherbourg                   |
| ESA Brive            | 2-0                 | Limoges FC                     |
| Sporting Toulon      | 3-0                 | ES Port Saint-Louis            |
| Stade Français       | 3-0                 | Le Havre AC                    |
| UA Sedan Torcy       | 5-1                 | US Blanzy-Montceau             |
| FC Sochaux           | 2-0                 | SO Merlebach                   |
| FC Grenoble          | 3-1                 | Lille OSC                      |
| AS Troyes-Savinienne | 1-0                 | RC Strasbourg                  |

| Winnaar              | Uitslag             | Verliezer             |
| -------------------- | ------------------- | --------------------- |
| Toulouse FC          | 6-0                 | US Vésinet            |
| La Voulte Sportif    | 1-1 nv; 2-2 nv; 1-0 | AS Aix                |
| SO Montpellier       | 2-0                 | AS Brignoles          |
| FC Rouen             | 3-2                 | US Valenciennes-Anzin |
| Olympique Lyon       | 3-2                 | US Revel              |
| Stade Saint-Germain  | 1-0 nv              | US Nœux-les-Mines     |
| ASP Belfort          | 1-0                 | USB Longwy            |
| Stade Brest          | 2-1                 | Red Star Olympique    |
| LB Châteauroux       | 2-2 nv; 2-1         | AS Moulins            |
| Girondins Bordeaux   | 1-0                 | Arago Sport Orléans   |
| US Boulogne          | 4-1                 | Amiens SC             |
| Olympique Nîmes      | 4-0                 | AC Arles              |
| CO Roubaix-Tourcoing | 5-0                 | RC Arras              |
| CA Montreuil         | 3-2                 | AS Hautmont           |
| AS Aulnoye           | 1-0                 | RS Champigny-Cœuilly  |
| RC Paris             | 3-1                 | Stade Rennes          |

### 1/16 finale
De wedstrijden werden op 28 januari gespeeld, de beslissingswedstrijden op 1 en 4 februari (Olympique Marseille - ASP Belfort).
| Winnaar             | Uitslag     | Verliezer           |
| ------------------- | ----------- | ------------------- |
| AS Saint-Étienne    | 1-0         | Toulouse FC         |
| FC Nancy            | 2-1         | La Voulte Sportif   |
| SCO Angers          | 3-2 nv      | SO Montpellier      |
| FC Metz             | 1-0         | FC Rouen            |
| AS Béziers          | 1-0 nv      | Olympique Lyon      |
| Stade Reims         | 3-0         | Stade Saint-Germain |
| Olympique Marseille | 0-0 nv; 3-1 | ASP Belfort         |
| AS Monaco           | 4-0         | Stade Brest         |

| Winnaar              | Uitslag     | Verliezer            |
| -------------------- | ----------- | -------------------- |
| RC Lens              | 8-0         | LB Châteauroux       |
| ESA Brive            | 1-0         | Girondins Bordeaux   |
| Sporting Toulon      | 0-0 nv; 2-1 | US Boulogne          |
| Stade Français       | 2-2 nv; 2-0 | Olympique Nîmes      |
| UA Sedan Torcy       | 3-2 nv      | CO Roubaix-Tourcoing |
| FC Sochaux           | 2-0         | CA Montreuil         |
| FC Grenoble          | 3-1         | AS Aulnoye           |
| AS Troyes-Savinienne | 2-0         | RC Paris             |

### 1/8 finale
De wedstrijden werden op 18 februari gespeeld, de enige beslissingswedstrijd op 22 februari.
| Winnaar          | Uitslag     | Verliezer       |
| ---------------- | ----------- | --------------- |
| AS Saint-Étienne | 3-0         | RC Lens         |
| FC Nancy         | 2-1         | ESA Brive       |
| SCO Angers       | 2-2 nv; 3-1 | Sporting Toulon |
| FC Metz          | 2-1         | Stade Français  |

| Winnaar             | Uitslag | Verliezer            |
| ------------------- | ------- | -------------------- |
| AS Béziers          | 1-0     | UA Sedan Torcy       |
| Stade Reims         | 1-0     | FC Sochaux           |
| Olympique Marseille | 2-1     | FC Grenoble          |
| AS Monaco           | 3-0     | AS Troyes-Savinienne |

### Kwartfinale
De wedstrijden werden op 11 maart gespeeld.
| Winnaar          | Uitslag | Verliezer           |
| ---------------- | ------- | ------------------- |
| AS Saint-Étienne | 3-0     | AS Béziers          |
| FC Nancy         | 1-0     | Stade Reims         |
| SCO Angers       | 1-0     | Olympique Marseille |
| FC Metz          | 1-0     | AS Monaco           |

### Halve finale
De wedstrijden werden op 1 april gespeeld.
| Winnaar          | Uitslag | Verliezer  |
| ---------------- | ------- | ---------- |
| AS Saint-Étienne | 1-0     | SCO Angers |
| FC Nancy         | 1-0     | FC Metz    |

### Finale
De wedstrijd werd op 13 mei 1962 gespeeld in het Stade Olympique Yves-du-Manoir in Colombes voor 30.654 toeschouwers. De wedstrijd stond onder leiding van scheidsrechter José Barberan.
| Winnaar               | Uitslag | Finalist |
| --------------------- | ------- | -------- |
| AS Saint-Étienne      | 1-0     | FC Nancy |
| Jean-Claude Baulu 86' |         |          |

1917/18 · 1918/19 · 1919/20 · 1920/21 · 1921/22 · 1922/23 · 1923/24 · 1924/25 · 1925/26 · 1926/27 · 1927/28 · 1928/29 · 1929/30 · 1930/31 · 1931/32 · 1932/33 · 1933/34 · 1934/35 · 1935/36 · 1936/37 · 1937/38 · 1938/39 · 1939/40 · 1940/41 · 1941/42 · 1942/43 · 1943/44 · 1944/45 · 1945/46 · 1946/47 · 1947/48 · 1948/49 · 1949/50 · 1950/51 · 1951/52 · 1952/53 · 1953/54 · 1954/55 · 1955/56 · 1956/57 · 1957/58 · 1958/59 · 1959/60 · 1960/61 · 1961/62 · 1962/63 · 1963/64 · 1964/65 · 1965/66 · 1966/67 · 1967/68 · 1968/69 · 1969/70 · 1970/71 · 1971/72 · 1972/73 · 1973/74 · 1974/75 · 1975/76 · 1976/77 · 1977/78 · 1978/79 · 1979/80 · 1980/81 · 1981/82 · 1982/83 · 1983/84 · 1984/85 · 1985/86 · 1986/87 · 1987/88 · 1988/89 · 1989/90 · 1990/91 · 1991/92 · 1992/93 · 1993/94 · 1994/95 · 1995/96 · 1996/97 · 1997/98 · 1998/99 · 1999/00 · 2000/01 · 2001/02 · 2002/03 · 2003/04 · 2004/05 · 2005/06 · 2006/07 · 2007/08 · 2008/09 · 2009/10 · 2010/11 · 2011/12 · 2012/13 · 2013/14 · 2014/15 · 2015/16 · 2016/17 · 2017/18 · 2018/19 · 2019/20 · 2020/21 · 
2021/22 · 2022/23 · 2023/24 · 2024/25 ·